# Jože Resnik
Jože Resnik, slovenski lesarski strokovnjak, * 19. marec 1942, Vihre. 
Resnik je leta 1966 diplomiral na ljubljanski BF in prav tam 1987 tudi doktoriral. Služboval je v različnih slovenskih lesno predelovalnih podjetjih (Brest, Cerknica; Meblo, Nova Gorica - vodja raziskovalno tehničnih oddelkov; Industrijski biro Ljubljana - vodilni projektant). Leta 1986 se je zaposlil na BF v Ljubljani na oddelku za lesarstvo, kjer je  1994 postal redni profesor, bil pa je tudi dekan fakultete. Objavil je več znanstvenih in strokovnih člankov.
Leta 2006 je prejel Jesenkovo nagrado, 2018 pa tudi naziv zaslužnega profesorje Univerze v Ljubljani.